# Șanț
Șanț (en hongrois : Újradna) est une commune du județ de Bistrița-Năsăud en Transylvanie (Roumanie).